# Pastor Micha Ondó Bile
Pastor Micha Ondó Bile (Nsinik Esawong, 1952) es un político ecuatoguineano, ministro de Relaciones Exteriores y Cooperación Internacional de Guinea Ecuatorial desde febrero de 2003 hasta 2012. Previamente había fungido como representante permanente de Guinea Ecuatorial ante las Naciones Unidas; fue también, embajador de su país en Estados Unidos y España.

## Biografía
Realizó una maestría en ingeniería del petróleo en Ucrania en 1982.
Es miembro del Partido Democrático de Guinea Ecuatorial (PDGE), siendo nombrado como ministro de Relaciones Exteriores, Cooperación Internacional y Francofonía, el 11 de febrero de 2003. En 2012 fue sustituido por Agapito Mba Mokuy.
En febrero de 2018 fue nombrado ministro de Comercio, desempeñando tal cargo hasta febrero de 2023.